# Жемталинский клад
Жемталинский клад — комплект из бронзовых предметов VIII века до н. э., найденный в 1947 году в ущелье р. Псыгансу, недалеко от села Жемтала Кабардино-Балкарской АССР. Был детально изучен археологом Крупновым Е. И.. Клад включает в себя:
- вазу высотой 45 см с двумя зооморфными ручками
- 6 кружек с такими же ручками
- 6 топоров
- 2 цепей и обломков кинжальных ножен.

Вещи говорят о достаточно высоком уровне обработки цветных металлов у племён кобанской культуры Горного Кавказа в 1-м тысячелетии до н. э. Хранится в Государственном Историческом музее в Москве.